# Olympische Winterspiele 2010/Teilnehmer (Kroatien)
| Gelbes Symbol für Goldmedaillen mit stilisierten Olympischen Ringen | Graues Symbol für Silbermedaillen mit stilisierten Olympischen Ringen | Braundes Symbol für Bronzemedaillen mit stilisierten Olympischen Ringen |
| ------------------------------------------------------------------- | --------------------------------------------------------------------- | ----------------------------------------------------------------------- |
| —                                                                   | 2                                                                     | 1                                                                       |

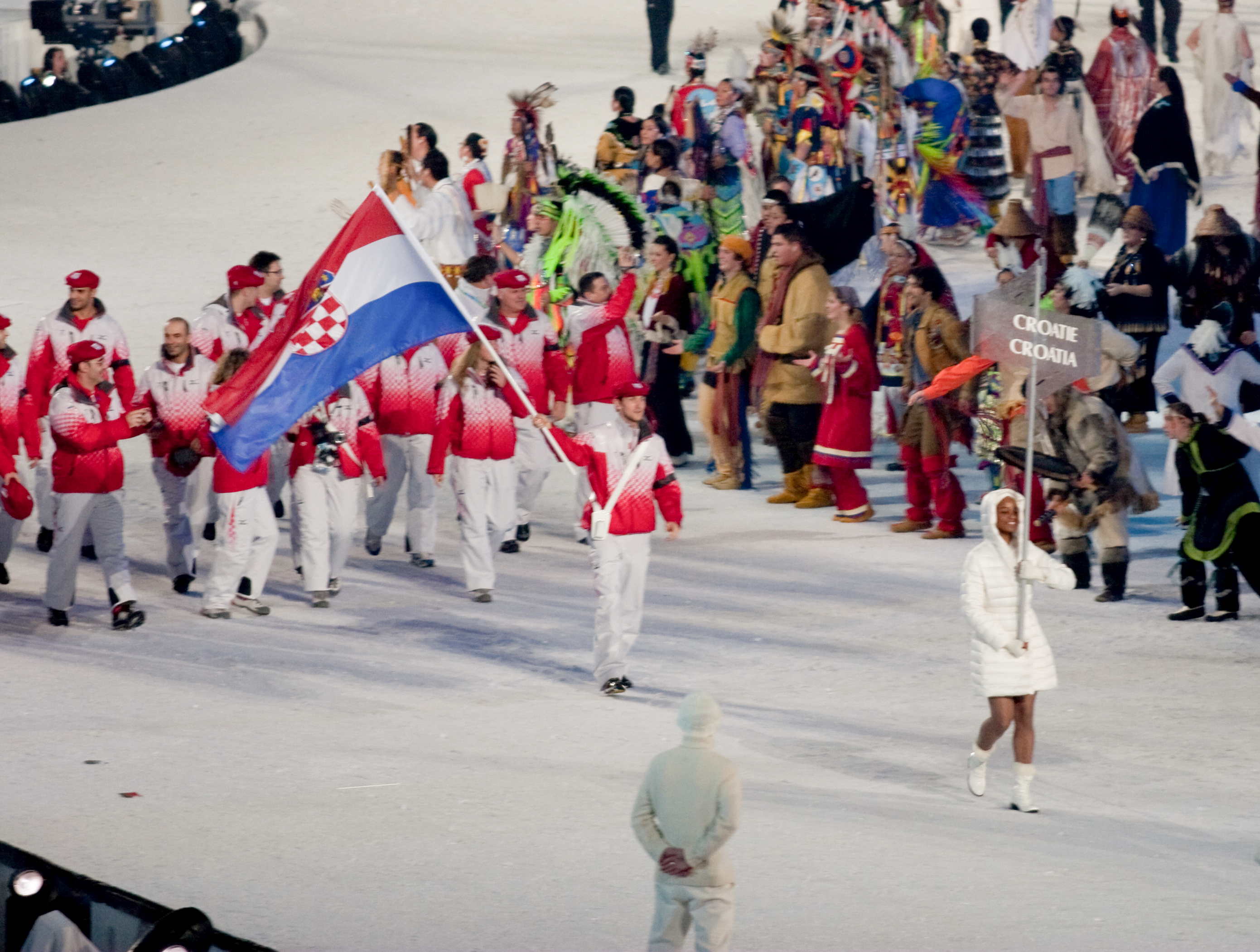
Einmarsch der kroatischen Delegation

Kroatien nahm an den Olympischen Winterspielen 2010 im kanadischen Vancouver mit 18 Sportlern in vier Sportarten teil.

## Medaillengewinner

### Silber
| Name           | Sportart  | Wettkampf         |
| -------------- | --------- | ----------------- |
| Ivica Kostelić | Ski Alpin | Super-Kombination |
| Ivica Kostelić | Ski Alpin | Slalom            |

### Bronze
| Name      | Sportart | Wettkampf      |
| --------- | -------- | -------------- |
| Jakov Fak | Biathlon | Sprint (10 km) |

## Teilnehmer nach Sportarten

### Biathlon
| Männer - Jakov Fak Sprint (10 km): Bronze | Frauen - Andrijana Stipaničić |

### Bob
Männer
- Slaven Krajačić
- Igor Marić
- Mate Mezulić
- Ivan Šola

### Ski Alpin
| Männer - Ivica Kostelić Abfahrt: 18. Platz Super-G: 16. Platz Riesenslalom: 7. Platz Slalom: 2. Platz Silber Super Kombination: 2. Platz Silber - Danko Marinelli Riesenslalom: DSQ Slalom: 32. Platz - Ivan Ratkić Abfahrt: 41. Platz Super-G: 26. Platz Super-Kombination: DNF - Dalibor Šamšal Riesenslalom: DNF Slalom: DNF - Natko Zrnčić-Dim Abfahrt: 33. Platz Super-G: DNF Riesenslalom: 41. Platz Slalom: 19. Platz Super-Kombination: 20. Platz | Frauen - Matea Ferk Riesenslalom: DNF Slalom: 34. Platz - Nika Fleiss Riesenslalom: DNF Slalom: 25. Platz - Ana Jelušić Riesenslalom: DNF Slalom: 12. Platz - Sofija Novoselić Slalom: 39. Platz - Tea Palić Riesenslalom: 36. Platz |

### Skilanglauf
| Männer - Andrej Burić | Frauen - Nina Broznić |